# Lithiumjodide
Lithiumjodide (LiI) is het lithiumzout van waterstofjodide. De stof komt voor als een wit tot lichtbeige hygroscopisch kristallijn poeder, dat zeer goed oplosbaar is in water. In contact met zuurstof uit de lucht worden de kristallen geel-bruin door oxidatie van jodide (I−) naar di-jood (I2). Van lithiumjodide bestaan verschillende hydraten:
- {\displaystyle {\ce {LiI . 0,5 H2O}}}
- {\displaystyle {\ce {LiI . H2O}}}
- {\displaystyle {\ce {LiI . 2H2O}}}
- {\displaystyle {\ce {LiI . 3H2O}}}

## Synthese
Lithiumjodide kan op verscheidene manieren worden gesynthetiseerd. De eerste methode is de reactie van lithiumhydroxide met waterstofjodide:
{\displaystyle {\ce {LiOH + HI -> LiI + H2O}}}
Een andere methode is de neutralisatiereactie van lithiumcarbonaat met waterstofjodide:
{\displaystyle {\ce {Li2CO3 + 2HI -> 2LiI + H2O + CO2}}}
Lithiumjodide kan verder ook bereid worden uit lithiumhydride en di-jood:
{\displaystyle {\ce {LiH + I2 -> LiI + HI}}}

## Toepassingen
Het watervrije lithiumjodide is goed oplosbaar in organische oplosmiddelen en wordt bij organische synthesen en in lithium-ion-accu's gebruikt.